# Marvin Williams
Marvin Gaye Williams (ur. 19 czerwca 1986 w Bremerton) – amerykański koszykarz, występujący na pozycji niskiego skrzydłowego.
Ukończył Bremerton High School w swoim rodzinnym mieście. W 2004 wystąpił w meczu gwiazd amerykańskich szkół średnich – McDonald’s All-American i Derby Classic, został też uznany za najlepszego zawodnika stanu Waszyngton (Washington Gatorade Player of the Year - 2004). Został też zaliczony do I składu Parade All-American oraz II USA Today All-USA. Podczas ostatniego roku nauki zdobywał średnio aż 28,7 punktu, 15,5 zbiórki, 5 bloków oraz 5 asyst na mecz. 
Następnie trafił na uniwersytet Północnej Karoliny. W sezonie 2004/2005 zdobył ze swoją drużyną – North Carolina Tar Heels – mistrzostwo ligi uczelnianej NCAA. Notował wtedy średnio podczas 22 minut gry 11,3 punktu i 6,6 zbiórki na mecz. Był najlepszym rezerwowym swojej drużyny. W nagrodę został wybrany do pierwszej piątki konferencji Atlantic Coast. Po ukończeniu studiów przystąpił do draftu w 2005. Został wybrany z nr 2 draftu przez zespół Atlanty Hawks. W sezonie 2005-2006 został wybrany do drugiej piątki pierwszoroczniaków. 
3 lipca 2012 został wymieniony do Utah Jazz. 21 lipca 2014 podpisał kontrakt z Charlotte Hornets. 8 lutego 2020 opuścił klub. Dwa dni później został zawodnikiem Milwaukee Bucks.

## Osiągnięcia
Stan na 28 listopada 2020, na podstawie, o ile nie zaznaczono inaczej.
NCAA
- Mistrz:
  - NCAA (2005)
  - sezonu regularnego konferencji Atlantic Coast (ACC – 2005)
- Najlepszy pierwszoroczny zawodnik:
  - NCAA (2005)[6]
  - ACC (2005)[7]
- Zaliczony do:
  - składu All-ACC Honorable Mention (2005)
  - I składu najlepszych pierwszorocznych zawodników ACC (2005)

NBA
- Zaliczony do II składu debiutantów NBA (2006)[8]